# Tricentrus fasciipennis
Tricentrus fasciipennis är en insektsart som beskrevs av William D. Funkhouser. Tricentrus fasciipennis ingår i släktet Tricentrus och familjen hornstritar. Inga underarter finns listade i Catalogue of Life.